# 대한민국 형법 제33조
대한민국 형법 제33조는 공범과 신분에 대한 형법총칙의 조문이다.

## 조문
제33조(공범과 신분) 신분관계로 인하여 성립될 범죄에 가공한 행위는 신분관계가 없는 자에게도 전 3조의 규정을 적용한다. 단, 신분관계로 인하여 형의 경중이 있는 경우에는 중한 형으로 벌하지 아니한다.

第33條(共犯과 身分) 身分關係로 因하여 成立될 犯罪에 加功한 行爲는 身分關係가 없는 者에게도 前 3條의 規定을 適用한다. 但, 身分關係로 因하여 刑의 輕重이 있는 境遇에는 重한 刑으로 罰하지 아니한다.

## 비교 조문
일본형법 제65조(신분범의 공범) ① 범인의 신분에 의하여 구성될 범죄행위에 가공한 때에는 신분이 없는 자라도 공범으로 한다.
② 신분에 의하여 특히 형의 경중이 있는 때에는 신분이 없는 자에게는 통상의 형을 과한다.

## 판례
- 업무상배임죄는 업무상 타인의 사무를 처리하는 지위에 있는 사람이 그 임무에 위배하는 행위로써 재산상의 이익을 취득하거나 제3자로 하여금 이를 취득하게 하여 본인에게 손해를 가한 때에 성립하는 것으로서, 이는 타인의 사무를 처리하는 지위라는 점에서 보면 신분관계로 인하여 성립될 범죄이고, 업무상 타인의 사무를 처리하는 지위라는 점에서 보면 단순배임죄에 대한 가중규정으로서 신분관계로 인하여 형의 경중이 있는 경우라고 할 것이므로, 그와 같은 신분관계가 없는 자가 그러한 신분관계가 있는 자와 공모하여 업무상배임죄를 저질렀다면 그러한 신분관계가 없는 자에 대하여는 형법 제33조 단서에 의하여 단순배임죄에 정한 형으로 처단하여야 할 것이다.[1]
- 비신분자인 지방행정주사가 면장이 면민들로부터 모금한 체육대회성금을 자신의 개인명의로 이를 은행에 예금하여 보관하다가 이를 횡령한 행위에 가담한 사건에서 체육대회성금의 업무상 점유보관자는 면장뿐이므로 면의 총무계장이 면장과 공모하여 업무상횡령죄를 저질렀다 하여도 신분관계가 없는 총무계장에 대하여는 형법 제33조 단서에 의하여 형법 제355조 제2항에 따라 처단하여야 한다[2]
- 은행원이 아닌 자가 은행원들과 공모하여 업무상 배임죄를 저질렀다 하여도, 이는 업무상 타인의 사무를 처리하는 신분관계로 인하여 형의 경중이 있는 경우이므로, 그러한 신분관계가 없는 자에 대하여서는 형법 제33조 단서에 의하여 형법 제355조 제2항(단순배임죄)에 따라 처단하여야 한다[3]
- 의료인일지라도 의료인 아닌 자의 의료행위에 공모하여 가공하면 의료법 제25조 제1항이 규정하는 무면허의료행위의 공동정범으로서의 책임을 진다[4]
- 피고인이 갑을 모해할 목적으로 을에게 위증을 교사한 이상, 가사 정범인 을에게 모해할 목적이 없었다고 하더라도, 형법 제33조 단서의 규정에 의하여 피고인을 모해위증교사죄로 처단할 수 있다[5]

## 주해
1. ↑  (남의 범죄에) 편의를 주는 것
2. ↑  제30조 (공동정범) 2인 이상이 공동하여 죄를 범한 때에는 각자를 그 죄의 정범으로 처벌한다.
제31조 (교사범) ① 타인을 교사하여 죄를 범하게 한 자는 죄를 실행한 자와 동일한 형으로 처벌한다. ②교사를 받은 자가 범죄의 실행을 승낙하고 실행의 착수에 이르지 아니한 때에는 교사자와 피교사자를 음모 또는 예비에 준하여 처벌한다. ③교사를 받은 자가 범죄의 실행을 승낙하지 아니한 때에도 교사자에 대하여는 전항과 같다.
제32조 (종범) ① 타인의 범죄를 방조한 자는 종범으로 처벌한다. ②종범의 형은 정범의 형보다 감경한다.
3. ↑  높고 낮음

## 참고문헌
- 윤동호. (2021). 2020년 개정 형법 제33조와 소극적 신분. 비교형사법연구, 23(3), 123-138.
- 조영규. (2018). 진정신분범에 가공한 비신분자의 공동정범 성립을 규정한 형법 제33조 본문의 문제점 [석사학위논문, 경북대학교].
- 한정환. (2013). 형법 제33조 ‘신분관계’와 공범. 형사법연구, 25(3), 57-79.
- 박광현. (2012). 형법 제33조의 법적구조에 관한 입법론적 연구. 법과정책, 18(2), 209-238.
- 임광주. (2011). 형법 제33조의 단서에 대한 해석론과 보정적 입법론. 형사법연구, 23(3), 117-146.
- 권오걸. (2011). 이중 신분범과 형법 제33조. 법학연구, 42, 193-213.
- 임광주. (2009). 공동정범의 행위주체와 형법 제33조의 본문. 법학논총, 26(4), 201-219.
- 이인영. (2002). 형법 제33조 규정의 입법연혁과 해석론. 형사법연구,(18), 253-272.
- 김일수. (1990, 6). 형법 형법 제33조. 고시계, 35(7), 125-141.
- 백형구. (1989, 4). 신분과 신분범-형법 제33조의 신해석논-. 고시계, 34(5), 117-133.

## 같이 보기
- 공범
- 신분범